# Abderrahman Kabous
Abderrahman Kabous (àrab: عبد الرحمن قابوس, ʿAbd ar-Raḥmān Qābūs) (Meaux, 24 d'abril de 1983) és un futbolista franco-marroquí, que ocupa la posició de migcampista. Al llarg de la seua carrera ha militat a clubs de França, el Marroc, Suècia, Bulgària i Espanya. Ha estat internacional amb la selecció marroquina en set ocasions, tot participant en la Copa d'Àfrica de 2008.